# Les Amis
Les Amis is een Franse dramafilm uit 1971 onder regie van Gérard Blain. Hij won met deze film de Gouden Luipaard op het filmfestival van Locarno.

## Verhaal
De 16-jarige Paul woont in Parijs met zijn gescheiden moeder. Hij ontmoet Philippe, een kinderloze industrieel die geen liefde krijgt van zijn vrouw. Ze delen samen de vriendschap die ze thuis moeten ontberen.

## Rolverdeling
| Acteur              | Personage              |
| ------------------- | ---------------------- |
| Philippe March      | Philippe               |
| Jean-Claude Dauphin | Nicolas                |
| Nathalie Fontaine   | Marie-Laure            |
| Yann Favre          | Paul                   |
| Dany Roussel        | Moeder van Paul        |
| Claude Larcher      | Béatrice               |
| Hélène Zanicolli    | Monique                |
| Christian Chevreuse | Maître Manège          |
| Martin Pierlot      | Jean-Marc              |
| Liliane Valais      | Moeder van Marie-Laure |
| Vincent Gauthier    | Olivier                |